# Vivian Alamain
Vivian Alamain is een personage uit de soapserie Days of our Lives. De rol werd van 1992 tot 2000 gespeeld door actrice Louise Sorel. In september 2009 keerde ze terug naar het scherm. Vivian is de zus van Leopold Alamain en de tante van Lawrence Alamain en Forrest Alamain (John Black).

## Personagebeschrijving
Vivian kwam in maart 1992 naar Salem en ging meteen naar het Alamain landhuis waar Alphonse LeBeque op het punt stond om haar neefje Lawrence Alamain neer te schieten. Vivian greep haar geweer, schoot Alphonse neer, stapte kalm over zijn lijk en groette haar neef. Vivian was op vraag van Lawrence naar Salem gekomen omdat hij dacht dat John Black de internationale dief Romulus was, die in 1984 op een groot Alamain-feest waardevolle juwelen gestolen had, waaronder een medaillon. Vivian gaf een feest net zoals in 1984 opdat John zijn geheugen zou terugkrijgen en te bewijzen dat hij Romulus was. Het plan lukte echter niet en ze ontdekten niets wat ze nog niet wisten.
Kort daarna werd John bevriend met Danielle Stevens. Nadat John met Danielle naar Lugano ging volgde Vivian hen en ontdekte dat Danielle in feite Romulus was. Vivian confronteerde Danielle en eiste het medaillon terug. Ze zei dat John het medaillon had en dat hij het altijd gehad had, hij bewaarde het in een kluis. Danielle zei ook dat John haar vertelde dat het medaillon zijn ware identiteit zou onthullen. Nadat Vivian terugkeerde naar Salem en dit aan Lawrence vertelde zei ze dat dit maar één ding kon betekenen; John was Lawrence dood gewaande broer Forrest Alamain. Lawrence weigerde echter te geloven dat John zijn broer was waarop Vivian de doodskist van Forrest naar Salem liet komen. Toen deze geopend werd vonden ze alleen een berg zand. Vivian liet een haar van John testen op DNA en de test bewees dat hij en Lawrence broers waren. John wilde nu zijn deel van de erfenis van Leopold Alamain, een grote som geld die Vivian nu in handen had. Met de hulp van Victor Kiriakis kon John het geld bemachtigen. John werd ook directeur van Alamain Industries. Vivian was blut en furieus op John. Vivian wilde wraak nemen op Victor maar begon in de plaats een affaire met hem in de hoop dat hij met haar zou trouwen zodat ze weer rijk was.
Vivian was bevriend met Carly Manning en de twee hadden het altijd over een geheim dat ze bewaarden. Uiteindelijk kwam uit dat Carly 9 jaar geleden een kind gekregen had van Lawrence, zonder dat hij op de hoogte was. Carly beviel in de villa van Vivian in Parijs. Het kind werd te vroeg geboren en had water in de hersenen, nog geen uur na de geboorte overleed de baby. Nu ontdekte Carly dat het kind niet gestorven was en samen met Bo Brady begon ze Vivian te ondervragen, maar die bleef volhouden dat het kind overleden was.
Rond deze tijd kwam Nicky (Nicholas) Alamain naar Salem, wat niet naar de zin was van Vivian. Ze probeerde hem voor iedereen te verbergen, maar dat was niet makkelijk omdat hij erg rebels was. Op een keer zag Victor hem op zijn jacht en toen hij vroeg wie hij was zei Vivian dat ze Nicky had geadopteerd van een van haar bedienden in Parijs. Vivian en Victor werden langzaam maar zeker verliefd op elkaar, ook al dacht Victor dat Vivian achter zijn geld aan zat. Lawrence vroeg of Vivian bij hem op het bedrijf kwam werken, maar enkel als ze Victor niet meer zou zien. Vivian ging akkoord, maar bleef Victor toch zien. Na een tijd waren ze zo verliefd dat Victor de relatie niet meer wilde verbergen voor de buitenwereld. Vivian vertelde dat ze het niet wilde vertellen vanwege Lawrence, maar Victor zei dat hij voor haar en Nicky zou zorgen. Victor vroeg Vivian ten huwelijk en Vivian ging akkoord.
Lawrence Alamain had intussen een affaire met Lisanne Gardner, die iets begon te vermoeden omtrent Nicky en uiteindelijk ontdekte ze dat hij de zoon was van Lawrence en Carly. Lisanne probeerde Vivian te chanteren en tijdens een ruzie kwam Nicky tussen beiden en duwde Lisanne aan de kant, ze viel ongelukkig en overleed. Vivian vertelde Nicky dat ze slechts bewusteloos was en haar bediende Ivan Marais sleepte het lijk naar de kelder en liet het later lijken dat ze omgekomen was in een autocrash. Lawrence ontdekte ook de waarheid en vertelde dit aan Carly, die haar zoon terug wilde. Op het huwelijk van Carly en Bo Brady probeerde ze met Nicky uit Salem te vluchten, maar dit mislukte.
Iedereen wist nu dat Nicky de zoon was van Carly, behalve Nicky zelf. De gespeelde vriendelijkheid van Vivian tegen Carly was nu ook voorbij en de twee maakten ruzie. Bo Brady begon de dood van Lisanne te onderzoeken en vermoedde al dat ze niet zomaar bij een autocrash was omgekomen. Vivian nam Lawrence in vertrouwen en nadat hij bewijsmateriaal probeerde te verstoppen werd hij door Bo gearresteerd. Nadat uitkwam dat Nicky de moord had gepleegd werd Lawrence vrijgelaten en Nicky heeft zelf nooit geweten dat hij een moord pleegde. Victor keurde het gedrag van Vivian helemaal af en brak met haar.
In 1993 kwam Kate Roberts naar Salem om te werken voor Victors nieuw bedrijf, Titan Industries. Victor liet Kate en haar zoon Lucas bij hem intrekken. Ze werden verliefd en trouwden.
Intussen kreeg Vivian pijn in haar borst en de dokters vertelden haar dat ze een fatale hartziekte had en dat ze zou sterven. Vivian zag dit als een uitgelezen kans om Carly te pakken en besloot zelfmoord te plegen en het zo te laten lijken dat Carly haar vermoord had. Ze zorgde ervoor dat Carly haar een drankje voorschotelde waar ze dan een medicijn in deed zodat het leek alsof Carly haar vergiftigd had. Echter toen Nicky wilde drinken van het glas van Vivian stootte ze het om. Hierna bedacht Vivian een nieuw plan, op het verjaardagsfeest van Shawn-Douglas Brady in de Penthouse Grill lokte Vivian Carly naar het balkon. Tijdens de daaropvolgende ruzie viel Vivian van het balkon, maar haar val werd gebroken en Vivian belandde in een coma. Ironisch was dat het Carly was die het leven van Vivian gered had in de operatiekamer.
Vivian ontwaakte uit haar coma en maakte zich alleen maar kenbaar aan Ivan. Ze wilde herstellen en vroeg of hij raad wist. Hij vond de Chinese dokter Wu die Vivian behandelde met oosterse kruiden. Op korte tijd was Vivian helemaal genezen, vol energie en vastberaden om Carly verder te kwellen. Ze besloot om Carly te laten opdraaien voor de dood van haar patiënten. Vivian verkleedde zich als verpleegster en sloop het ziekenhuis binnen en injecteerde een terminale patiënt van Carly met een detergent. Na twee doden begonnen de mensen wat te vermoeden, maar er volgde nog geen aanklacht. Vivian verstopte het detergent bij Carly thuis en toen Bo dit vond begon hij haar te verdenken. Na een analyse kwam aan het licht dat dit het detergent was waar ook de patiënten mee vermoord waren. Vivian vond dat ze nu ook een speciaal iemand moest vermoorden en niet zomaar een zieke patiënt. In het ziekenhuis hoorde ze Caroline Brady, die daar was voor een maagzweer, met Carly praten en zo wist ze dat Caroline haar bedenkingen had bij een huwelijk met haar zoon Bo. Als Caroline zou sterven zou dat helemaal de verdenking op Carly leggen. Vivian brak in het kastje van Carly in het ziekenhuis in en vervalste haar dagboek. Ze schreef erin dat ze zich van Caroline zou ontdoen. Vivian ging naar de kamer van Caroline met twee spuiten, één met detergent en één met een zware dosis morfine. Caroline was verdoofd en merkte niet dat Vivian er was, maar dan betrapte Carly Vivian, die verondersteld werd nog steeds in coma te liggen, waarop Vivian bekende wat ze gedaan had. Vervolgens probeerde ze Carly te vermoorden met het detergent maar Carly sloeg dat uit haar handen, tijdens het gevecht werd ze wel per ongeluk geïnjecteerd met de morfinespuit. Vivian ging terug naar haar kamer en hoorde later van Ivan dat Carly in coma lag. Vivian besloot nu dat het tijd was om zelf uit haar coma te ontwaken.
Iedereen was in shock nadat Vivian op miraculeuze wijze genezen was. Bo had Carolines kamer onderzocht en vond de spuit met het detergent en nadat hij het dagboek van Carly gevonden had was hij er zeker van dat zij achter de ziekenhuismoorden zat. Helaas wist Carly hoe het echt in elkaar zat en Vivian moest van haar af zien te komen om zelf buiten schot te blijven. Ze bleef haar met morfine inspuiten zodat ze nog niet uit haar coma zou ontwaken. Met de hulp van dokter Wu en zijn kruiden “doodde” Vivian Carly. Ze werd geïnjecteerd met een serum en was verlamd. Tom Horton verklaarde haar door omdat ze geen polsslag had.
Nog voor Carly gebalsemd werd vertelde Vivian tegen iedereen dat Carly haar ooit gezegd had dat ze niet gebalsemd wilde worden als ze stierf. Omdat Vivian en Carly vroeger zulke goede vrienden waren geloofde iedereen haar. Vivian zorgde voor de begrafenis en nadat Carly begraven was ging Vivian naar het kerkhof. Door de kruiden van dokter Wu die ze voor haar hartziekte nam werd ze langzaam gek.
Carly werd wakker in haar doodskist waar ook licht was, een zuurstofvoorraad, water en een radio. Vanuit haar huis kwelde Vivian Carly met haar walkietalkie. Ivan zorgde ervoor dat Vivian de kruiden niet meer pakte en ze kwam langzaam terug bij haar verstand en biechtte aan Lawrence op wat ze gedaan had, de zuurstof in de doodskist was intussen bijna op. Lawrence groef meteen het graf op en vond Carly bewusteloos. Toen ze ontwaakte had ze geheugenverlies en dacht ze dat ze in 1983 leefde. Lawrence en Vivian besloten haar onder te brengen op de zolder van het landhuis. Vivian voelde wel dat de grond onder haar te heet werd en probeerde samen met Ivan naar Europa te vluchten. Bo en Lexie Carver hadden haar echter door en arresteerden haar. Met de hulp van Victor kon Vivian vermijden dat ze naar de gevangenis moest omdat ze de schuld stak op de kruiden van dokter Wu. In plaats van de gevangenis werd Vivian naar een instelling gestuurd voor een psychiatrische evaluatie. Ze zou er aanvankelijk één week verblijven maar bleef er uiteindelijk vier maanden.
In de instelling zag Vivian dat Kate Roberts een van de patiënten bezocht had. Vivian kon haar nieuwsgierigheid niet bedwingen en ging kijken wie de patiënt was, op het naamplaatje aan de deur stond Laura Horton. Ze wilde weten waarom Kate in haar geïnteresseerd was en zorgde ervoor dat Ivan in de instelling kwam werken. Ze ontdekte dat Laura een geheim wist over Kate en dat ze haar haatte. Nadat ze een conversatie tussen een dokter en een verpleegster afluisterde ontdekte Vivian dat de patiënten te veel medicatie kregen zodat ze in de instelling moesten blijven en zo konden de families van de patiënten uitgeperst worden. Vivian zorgde ervoor dat Ivan de medicatie van Laura wegnam. Langzaamaan kwam Laura weer bij haar verstand. Vivian ontsnapte uit de instelling om te kijken wat er in Salem gaande was en werd gezien door Kate. Zij rapporteerde dit aan de instelling en Vivian zou een lobotomie krijgen. Laura kon uit haar kamer ontsnappen en redde Vivian. Dan brak er brand uit en de instelling brandde helemaal af. Laura vertelde aan Vivian dat Curtis Reed, getrouwd was met Kate waardoor haar huwelijk met Victor ongeldig was.
In 1994 probeerden Victor en Kate een kind te krijgen. Victor wilde enkel met Kate trouwen als ze hem een kind schonk, maar Kate geraakte niet zwanger en ging naar een vruchtbaarheidskliniek om kunstmatig geïnsemineerd te worden. Vivian kreeg hier lucht van en bedacht een eigen plannetje. Ze deed alsof ze een kind wilde hebben samen met haar bediende Ivan en kwam zo ook naar de kliniek waar ze de embryo’s van haar en Kate verwisselde. Vivian was nu zwanger van het kind van Victor en Kate, die geloofde dat dit een ongelukje van de kliniek was. Nadat Vivian deed alsof ze van de trap gevallen was mocht ze bij Victor en Kate intrekken. Victor liet het huis van Vivian opnieuw bemeubelen. Vivian was hier echter niet mee opgezet en brandde het huis plat waardoor ze opnieuw in het landhuis van Victor mocht wonen.
Dan probeerde Vivian om met Victor te trouwen. Ze organiseerde een bruiloft voor Kate en Victor maar in een oefening voor de bruiloft deed ze zich voor als Kate. Terwijl Victor dacht dat de ceremonie nep was waren ze in feite getrouwd. Toen Kate en Victor zouden trouwen beviel Vivian van Philip Kiriakis. Op een zakenreis ontdekte Kate dat Vivian haar bedrogen had en wilde haar ontmaskeren. Om tijd te winnen liet Vivian een slaapmiddel in de koffie van Kate doen, de piloot dronk dit echter op en het vliegtuig crashte. Iedereen waande Kate dood.
Vivian en Victor begonnen verliefd te worden, maar toch bleef Victor afstandelijk. Om Victor jaloers te maken begon Vivian een man, genaamd Gregor te zien. Het plannetje mislukte echter. Victor ontdekte dat hij en Vivian echt getrouwd waren en besloot om haar een scheiding toe te staan zodat ze bij Gregor kon zijn. Uiteindelijk kon Vivian Victor ervan overtuigen dat ze hem wilde. Vivian gaf een feest ter ere van Kate en die nacht wilden Vivian en Victor de liefde bedrijven. Maar dan keerde Kate terug, die een hele tijd vast had gezeten op een vissersboot. De hele waarheid over Vivian wordt bekend en Victor gooit haar het huis uit. Kate probeerde om Vivian ook uit Titan te krijgen maar nadat Vivian Kristen chanteerde om voor haar te stemmen kon ze toch blijven. Kate was blij dat ze terug was maar was minder blij met het feit dat haar zoon Austin niet meer samen was met Carrie en nu een kind had met Sami Brady. Vivian probeerde Victor terug te winnen door voor het hoederecht om Philip te vechten. Hierop kreeg Victor een nieuwe beroerte. Deze werd nog verergerd door Sami en Victor verdween lange tijd uit beeld.
Vivian hielp Kristen bij haar plannetjes om haar huwelijk met John te redden, al deed ze dat tegen haar wil, maar uit angst voor Stefano. Nadat Kristen ontmaskerd werd verloor Vivian haar rijkdom en belandde in de goot. Daar leerde ze clochard Steven Jones (Jonesy) kennen. Maar Jonesy was geen echte clochard, hij woonde in een groot huis dat vol kunstschatten stond en die miljoenen waard waren. Dit was echter niet de eigendom van Jonesy, maar die van Stefano die het op naam van Jonesy had laten zetten. Vivian trouwde met Jonesy voor zijn geld in Engeland, Susan Banks was een van haar getuigen. Na het huwelijk werd Vivian echt verliefd op haar Jonesy, maar hij overleed terwijl ze de liefde bedreven. Vivian was nu opnieuw een rijke dame en woonde in het grote landhuis van Jonesy waar Ivan en Celeste haar op haar wenken bedienden. Stefano DiMera wilde met Vivian trouwen om zijn schatten terug te krijgen en Vivian stemde toe omdat ze op de 49% aandelen van Titan aasde, die Stefano van Kristen geërfd had. Stefano liet zijn kompaan dokter Rolf een apparaatje in een tand van Vivian plaatsen waardoor ze felle stemmingswisselingen kreeg. Intussen was ook Nicholas, die nu een knappe jongeman was, weer naar Salem gekomen. Hij werd al snel verliefd op Kate en ook Kate werd verliefd op Nicholas. Victor was intussen ook weer in haar leven, maar zat nog steeds in de rolstoel en zijn toestand verbeterde maar traag. Vivian onderzocht dit en ontdekte dat ze hem helemaal niet beter maakten in de instelling en door haar medewerking raakte Victor hier uit en leerde hij terug lopen. Victor vergaf Vivian voor al haar fouten uit het verleden. Het huwelijk met Stefano eindigde in een scheiding. Kort daarna ontdekte Vivian dat haar bediende Ivan Marais haar ware liefde was, nadat hij miljonair geworden was, en ze verliet Salem voor lange tijd met hem.
In 2009 dook ze opnieuw terug op in Salem, ze ontdekte dat Carly haar neef had vermoord en ze zwoer wraak. Ze ontdekte dat Carly een buitenechtelijk kind had en besloot op zoek te gaan naar het kind. Ze ontdekte dat het kind Melanie Layton was. Ze besloot Melanie als wraak te vermoorden, Victor kwam echter achter haar moordplannen. Victor besloot met Vivian te trouwen, iets dat ze altijd al wilde en zij moest beloven dat ze Melanie niet zou vermoorden.